# Oliver Wynne-Griffith
Oliver Wynne-Griffith (Guildford, 29 de mayo de 1994) es un deportista británico que compite en remo.
Participó en dos Juegos Olímpicos de Verano, obteniendo dos medallas, bronce en Tokio 2020, en la prueba de ocho con timonel, y plata en París 2024, en el dos sin timonel.
Ganó cuatro medallas en el Campeonato Mundial de Remo entre los años 2018 y 2023, y cinco medallas en el Campeonato Europeo de Remo entre los años 2019 y 2024.

## Palmarés internacional
| Juegos Olímpicos   | Juegos Olímpicos         | Juegos Olímpicos  | Juegos Olímpicos |
| Año                | Lugar                    | Medalla           | Prueba           |
| ------------------ | ------------------------ | ----------------- | ---------------- |
| 2020               | Tokio (Japón)            | Medalla de bronce | Ocho con timonel |
| 2024               | París (Francia)          | Medalla de plata  | Dos sin timonel  |
| Campeonato Mundial |                          |                   |                  |
| Año                | Lugar                    | Medalla           | Prueba           |
| 2018               | Plovdiv (Bulgaria)       | Medalla de bronce | Ocho con timonel |
| 2019               | Ottensheim (Austria)     | Medalla de bronce | Ocho con timonel |
| 2022               | Račice (República Checa) | Medalla de bronce | Dos sin timonel  |
| 2023               | Belgrado (Serbia)        | Medalla de plata  | Dos sin timonel  |
| Campeonato Europeo |                          |                   |                  |
| Año                | Lugar                    | Medalla           | Prueba           |
| 2019               | Lucerna (Suiza)          | Medalla de plata  | Ocho con timonel |
| 2021               | Varese (Italia)          | Medalla de oro    | Ocho con timonel |
| 2022               | Múnich (Alemania)        | Medalla de plata  | Dos sin timonel  |
| 2023               | Bled (Eslovenia)         | Medalla de plata  | Dos sin timonel  |
| 2024               | Szeged (Hungría)         | Medalla de oro    | Dos sin timonel  |